# Expressiegedrag

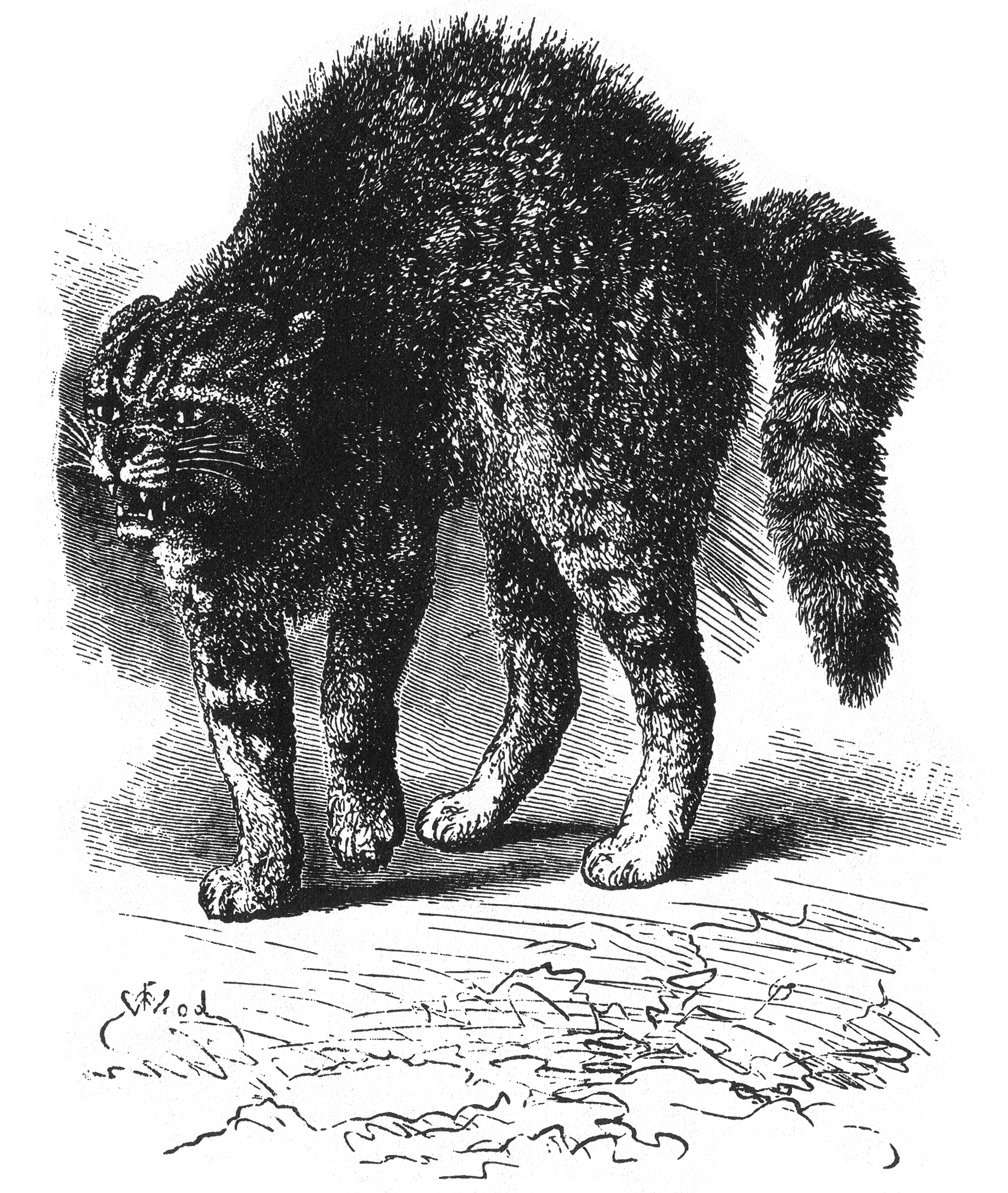
Gemoedsbeweging volgens Charles Darwin

Expressiegedrag of display is ritueel gedrag dat diercommunicatie mogelijk maakt. Dit is niet alleen visueel gedrag, maar ook hoorbaar en chemisch. Balts- en imponeergedrag is een belangrijke vorm van expressiegedrag en draagt dan ook bij aan seksuele dimorfie en seksuele selectie. Ook dreiggedrag om onder meer voedselbronnen te beschermen, behoort tot expressiegedrag.